# Linux-конференции
Линукс-конференция — компьютерная конференция для людей, интересующихся Linux, свободным и открытым программным обеспечением.

## Список Линукс-конференций
Наиболее значимые Линукс-конференции:

### В Северной Америке
- Calgary LinuxFest, проходящий в октябре в Калгари, Канада
- Florida Linux Show, проходящий в октябре в Орландо, Флорида
- Симпозиум по свободному и открытому программному обеспечению (FSOSS), проходящий в октябре в Сенека-колледже, Торонто
- GCC-саммит, проходящий в Оттаве, Канада
- Linuxfest Northwest, проходящий каждую весну в Беллингхэм, Вашингтон (80 миль к северу от Сиэтла)
- O'Reilly Open Source Convention, проходящий каждое лето в США
- LinuxFest в Огайо, проходящий в Огайо
- Linux Fest в Онтарио, проходящий осенью в Торонто, Онтарио
- Линукс-симпозиум, проходящий в июне/июле в Канаде
- Линукс-Экспо Южной Каролины, проходящий в феврале в Лос-Анджелесе, Калифорния
- Ежегодная техническая конференция USENIX в июне
- Linux Plumbers Conference в сентябре в Портленде, Орегон
- Юго-Восточный Линукс-фест (SELF), проходящий в июне[1].
- Линукс-фест в Атланте в сентябре

### В Европе
- DevConf.cz, проходящая ежегодно в Брно, Чехия
- FOSDEM, проходящий в феврале в Брюсселе, Бельгия
- Linux Bier Wanderung, проходящий летом в различных европейских странах
- Дни Линукс в Люксембурге, проходящие в феврале в Люксембурге
- Линукс-конгресс, проходящий осенью в Германии
- LinuxTag, проходящий каждое лето в Германии
- Дни открытого программного обеспечения, проходящие каждую осень в Дании
- Linux Vacation / Eastern Europe, проходящая летом в Белоруссии
- Конференция разработчиков свободных программ (OSSDEVCONF), проходящая осенью в России
- Linux Piter, проходящий осенью в Санкт-Петербурге в России

### В Азии, Австралии и Океании
- linux.conf.au, проходящий летом в Австралии или Новой Зеландии
- FOSS.IN
- Freed.in
- OSDC

### Международные
- Gelato ICE, ежегодно проводимое в США или Италии мероприятие организацией Gelato Federation
- DebConf
- Конференция разработчиков десктопных приложений (Desktop Developers' Conference)
- Саммит разработчиков ядра Линукс
- Международный Форум по свободному программному обеспечению (FISL), проходящий ежегодно в Порту-Алегре, Бразилия (более 7000 участников)

### Коммерческие конференции
Наиболее значимые коммерческие Линукс-конференции:
- OpenSource World (ранее известный как «LinuxWorld Conference and Expo»), Бразилия / Канада / Пекин, Китай / Гуанчжоу, Китай / Шанхай, Китай / Германия / Италия / Япония / Корея / Малайзия / Мексика / Польша / Россия / Сингапур / Южная Африка / Испания / Швеция / Нидерланды / Великобритания / Бостон, США / Сан-Франциско, США
- Open Source India Week, ранее известная как «LinuxAsia Conference and Expo», проходящая в Индии
- Open Source Business Conference (OSBC), проходящая весной в США
- Open Source in Mobile, проходящая в сентябре в различных европейских странах